# Dva dnja
Dva dnja (russisk: Два дня) er en russisk spillefilm fra 2011 af Avdotja Smirnova.

## Medvirkende
- Fjodor Bondartjuk - Pjotr Drozdov
- Ksenija Rappoport - Marija Ilinitjna
- Jevgenij Muravitj - Vladimir Nikolajevitj Ilin
- Irina Rozanova - Larisa Petrovna
- Gennadij Smirnov - Victor